# دونالد مولر
دونالد مولر (بالإنجليزية: Donald Schön) هو تربوي أمريكي، ولد في 19 سبتمبر 1930 في بوسطن في الولايات المتحدة، وتوفي بنفس المكان في 13 سبتمبر 1997.